# ماري بويكن تشيسنت
كانت ماري بويكن تشيسنت (كنيتها قبل الزواج ميلر) (31 مارس 1823 - 22 نوفمبر 1886) مؤلفة أمريكية اشتهرت بكتاب نُشر على أنه مذكراتها عن الحرب الأهلية، وهو «صورة حية لمجتمعٍ يكافح بين حياته وموته». وصفت الحرب من داخل دوائر الطبقة العليا في مجتمع مالكي العبيد الجنوبيين، لكنها شملت جميع الطبقات في كتابها. تزوجت محاميًا كان عضوًا في مجلس الشيوخ الأمريكي وضابطًا كونفدراليًا.
عملت تشيسنت على صياغة الشكل النهائي لكتابها بين عامي 1881 و1884، بناءً على مذكراتها الشاملة التي كتبتها خلال سنوات الحرب. ونُشر عام 1905، بعد 19 عامًا من وفاتها. وبعد اكتشاف أوراقها، نُشرت نسخ جديدة في 1949 على يد الروائي بن إيمس وليامز، وفي عام 1981 على يد المؤرخ سي. فان ودوارد، الذي فازت طبعته المشروحة من مذكراتها، الحرب الأهلية لدى ماري تشيسنت (1981)، بجائزة بوليتزر عن فئة التاريخ عام 1982. أشاد النقاد الأدبيون بمذكرات تشيسنت - وصفها الكاتب النافذ إدموند ويلسون بأنها «عمل فني» و«تحفة فنية» من نوعها - باعتبارها أهم عمل يصدر عن مؤلف من الكونفدرالية.

## زواجها
في عام 1836، وأثناء وجودها في تشارلستون، التقت ماري بويكن ميلر البالغة 13 عامًا بزوجها المستقبلي، جيمس تشيسنت الابن (1815 - 1885)، الذي كان يكبرها بثماني سنوات. وفي سن 17، تزوجت ميلر من تشيسنت في 23 أبريل 1840. استقرا في البداية مع والديه وشقيقاته في مولبيري، مزرعة لهم بالقرب من كامدن في كارولينا الجنوبية. اشترى والده، جيمس تشيسنت الأب (الذي أشارت إليه ماري في مذكراتها باسم «العقيد العجوز»)، ممتلكات والده جون تدريجيًا وأعاد توحيدها. قيل إنه كان يمتلك نحو خمسة أميال مربعة كحد أقصى واقتنى نحو 500 عبد بحلول عام 1849.
وفي عام 1858، انتُخب المحامي والسياسي المعروف جيمس تشيسنت الابن عضوًا في مجلس الشيوخ الأمريكي عن ولاية كارولينا الجنوبية وظل في منصبه حتى انفصال كارولينا الجنوبية عن الاتحاد في ديسمبر 1860، أي بعد وقت قصير من انتخاب أبراهام لنكولن. وبمجرد اندلاع الحرب الأهلية، أصبح تشيسنت مساعدًا للرئيس جيفرسون ديفيس وكُلف برتبة عميد في الجيش الكونفدرالي. استقر الزوجان في تشيسنت كوتاج في كولومبيا خلال فترة الحرب الأهلية.
شاركت ماري تشيسنت، التي كانت على قدر من الذكاء والفطنة، في حياة زوجها المهنية، إذ كان المؤانسة والاستضافة جزءًا مهمًا من بناء الشبكات السياسية. أمضت أفضل أيامها عندما كانت في واشنطن العاصمة وريتشموند. عانت من الاكتئاب، ومن أسباب ذلك عدم قدرتها على إنجاب الأطفال، وكانت تتعاطى الأفيون أحيانًا. كان زواجهما عاصفًا في بعض الأحيان بسبب اختلاف مزاجيهما (كانت حادة الطباع أكثر واعتبرت زوجها كتومًا في بعض الأحيان)، لكن عشرتهما كانت دافئة وعطوفة بمعظمها.
وحسبما وصفت ماري تشيسنت في مذكراتها، كان لدى عائلة تشيسنت دائرة واسعة من الأصدقاء والمعارف في المجتمع الراقي في الجنوب وفي حكومة الكونفدرالية. كان من بينهم مثلًا، الجنرال الكونفدرالي جون بيل هود، والسياسي جون إل. مانينغ، والجنرال والسياسي جون إس. بريستون وزوجته كارولين، والجنرال والسياسي ويد هامبتون الثالث، والسياسي كليمنت سي. كلاي وزوجته فيرجينيا، والجنرال والسياسي لويس تي. ويغفال وزوجته شارلوت (المعروفة أيضًا باسم لويز). كان آل تشيسنت أصدقاء أيضًا لعائلة الرئيس الكونفدرالي جيفرسون ديفيس وزوجته فارينا هاول.
وكان من بين هذه الأوساط أيضًا سارة أغنيس رايس برايور وزوجها روجر، عضو الكونغرس. كتبت سارة برايور وفرجينيا كلاي كلوبتون ولويز ويغفال رايت مذكرات عن سنوات الحرب نُشرت في مطلع القرن العشرين؛ أوصت منظمة بنات الكونفدرالية المتحدة بأعمالهن الثلاثة بشكل خاص لقاعدة أعضائها الواسعة.
كما العديد من نخبة مالكي العبيد، واجهت عائلة تشيسنت أوقاتًا عصيبة بعد الحرب. خسروا ملكية 1,000 عبد على إثر عملية التحرر. توفي جيمس تشيسنت الأب عام 1866؛ ترك لابنه في وصيته حق استخدام مزرعة مولبيري وساندي هال، كلاهما مثقل بالديون، و83 عبدًا بالاسم، كانوا في ذلك الوقت محررين. كافح تشيسنت الابن لبناء المزارع ومساعدة من يعولهم والده.
وبموجب وصية والده، لم يتمكن جيمس تشيسنت الابن من استخدام مزرعتي مولبيري وساندي هال إلا خلال حياته. وفي فبراير 1885، توفي هو ووالدة ماري. فانتقلت المزارع إلى أحد أحفاد عائلة تشيسنت الذكور، ولم تتلق ماري بويكن تشيسنت أي دخل تقريبًا لإعالتها. وجدت أن زوجها عليه ديون كثيرة تتعلق بالتركة ولم يتمكن من سدادها. كافحت في عامها الأخير، وتوفيت عام 1886 في منزلها سارسفيلد في كامدن بولاية كارولينا الجنوبية. ودُفنت بجانب زوجها في مقبرة نايتس هيل في كامدن، كارولينا الجنوبية.

## كتاباتها ومذكراتها
بدأت ماري بويكن تشيسنت كتابة مذكراتها في 18 فبراير 1861، وأنهتها في 26 يونيو 1865. وكانت تكتب في المقدمة: «الهدف من هذه اليوميات أن تكون موضوعية تمامًا. لقد ولت أيامي بآرائها الشخصية». شهدت تشيسنت على العديد من الأحداث التاريخية، إذ رافقت زوجها إلى مواقع مهمة في الحرب الأهلية. وكان من بينها مونتغمري بولاية ألاباما وريتشموند بولاية فيرجينيا، حيث انعقد الكونغرس المؤقت للولايات الكونفدرالية الأمريكية؛ تشارلستون، حيث شهدت على أولى طلقات الحرب الأهلية؛ كولومبيا بولاية كارولينا الجنوبية، حيث شغل زوجها منصب رئيس القسم العسكري في كارولينا الجنوبية وعميدًا في قيادة قوات كارولينا الجنوبية الاحتياطية؛ وفي ريتشموند مجددًا، حيث عمل زوجها مساعدًا للرئيس. استقرا في بعض الأحيان مع والديه في منزلهم بمزرعة مولبيري قرب كامدن. وفي حين أن الملكية كانت معزولة نسبيًا بين آلاف الأفدنة من المزروعات والغابات، إلا أنهما مارسا حياة اجتماعية مفعمة، مستضيفين العديد من الزوار.
أدركت تشيسنت الأهمية التاريخية لما شهدته. كانت المذكرات مليئة بما شهده الجنوب من تقلب للحظوظ خلال الحرب الأهلية. وعملت تشيسنت على تحريرها، وكتبت بين عامي 1881 و1884 مسودات جديدة للنشر، وخطت الأحداث في مذكراتها بواقعية حقيقية، دون توقع مآل الأحداث، ولم تسبغ عليها آرائها بكيفية تحول الأوضاع مستقبلًا. أدركت أن ولايات الجنوب كانت تشهد فترة حرجة في التاريخ، فترةٌ يرصدها المسرح العالمي باهتمام، ووثقت التحديات المتنامية التي واجهتها جميع طبقات الكونفدرالية عند الهزيمة مع اقتراب الحرب من نهايتها. ومن منطلق وعيها السياسي، حللت تشيسنت وصورت شتى الطبقات الاجتماعية في الجنوب طوال فترة الحرب، فقدمت رأيًا مفصلًا عن المجتمع الجنوبي وخاصة الأدوار المختلطة للرجال والنساء. وكانت صريحة بشأن المواقف المعقدة والمشحونة المتعلقة بالعبودية، ولا سيما الانتهاكات الجنسية التي تتعرض لها المرأة والسلطة التي يمارسها الرجال البيض. فناقشت تشيسنت مثلًا مشكلة إنجاب مالكي العبيد البيض لأطفال مختلطي الأعراق مع نساء مستعبدات ضمن عائلاتهم الممتدة.
الخلاسيون الذين نراهم في كل عائلة ... يشبهون أطفالها البيض. إن أي سيدة لعلى استعداد تام بأن تخبرك عن هوية والد جميع الأطفال الخلاسيين في كل منزل باستثناء من هم في منزلها. إذ يبدو أنها تعتقد أنهم يسقطون من السحاب.
كشفت مطالعة أوراق ماري تشيسنت عن تاريخ تطورها ككاتبة، وعن عملها على اليوميات بهدف تحويلهم إلى كتاب. وقبل أن تعمل على تنقيح مذكراتها وتحويلها إلى كتاب في ثمانينيات القرن التاسع عشر، كتبت تشيسنت ترجمة للشعر الفرنسي والمقالات وتاريخ العائلة. كتبت كذلك ثلاث روايات مكتملة لم تنشرها قط: النقيب والعقيد، اكتملت نحو عام 1875؛ وسنتين من حياتي، اكتمل في نفس الوقت تقريبًا. شارفت على إنهاء مسودة لرواية طويلة ثالثة، بعنوان ماناساس. ذكرت إليزابيث مولنفيلد، التي حررت أول روايتين نشرتهما مطبعة جامعة فيرجينيا في 2002 وكتبت سيرة حياة تشيسنت، بأن روايتيها مثلتا «تلمذتها المهنية».
استخدمت تشيسنت مذكراتها وملاحظاتها للعمل على النسخة النهائية في 1881 - 1884. وبناءً على مسوداتها، لا يعتقد المؤرخون أنها انتهت من عملها. ونظرًا لأن تشيسنت لم يكن لديها أطفال، فقد أعطت مذكراتها قبل وفاتها إلى صديقتها المقربة، إيزابيلا دي. مارتن، وحثتها على نشرها. نُشرت المذكرات لأول مرة في 1905 بنسخة مختصرة ومنقحة للغاية. ووُصفت نسخة وليامز الصادرة عام 1949 بأنها أكثر قابلية للقراءة، ولكنها تضحي بالموثوقية التاريخية والعديد من مراجع تشيسنت الأدبية. احتفظت نسخة 1981 التي كتبها سي. فان ودوارد بالمزيد من أعمالها الأصلية، وقدمت لمحة عامة عن حياتها ومجتمعها في المقدمة، وأُضيفت عليها تعليقات توضيحية لتحديد مجموعة كبيرة من الشخصيات والأماكن والأحداث بشكل كامل.